# Rue Héricart
La rue Héricart est une rue du 15e arrondissement de Paris.

## Situation et accès
Bien qu'elle soit considérée comme une rue, il s'agit en réalité d'une courte allée, reliant la place Saint-Charles au square Pau-Casals situé de l'autre côté d'un pâté d'immeubles.

## Origine du nom
Elle rend hommage à Louis-Étienne Héricart de Thury (1776-1854), inspecteur générale des carrières de 1809 à 1831, artisan des catacombes de Paris et homme de science.

## Historique
La rue qui existait déjà du temps où elle faisait partie du territoire de Grenelle portait le nom de « rue Traversière », du fait qu'elle n'était pas parallèle ou orthogonale au réseau. 
Classée dans la voirie parisienne par décret du 23 mai 1863, elle est renommée « rue Héricart », par décret du 24 août 1864,
pour la différencier de la rue Traversière du 12e arrondissement.
Elle s'étendait alors jusqu'à la rue Émeriau, à travers l'actuel square Pau-Casals, créé en 1972, lors de l'aménagement du quartier de Beaugrenelle. C'est la raison pour laquelle la numérotation côté impair commence à 45.